# Jean-Louis-Auguste Loiseleur-Deslongchamps

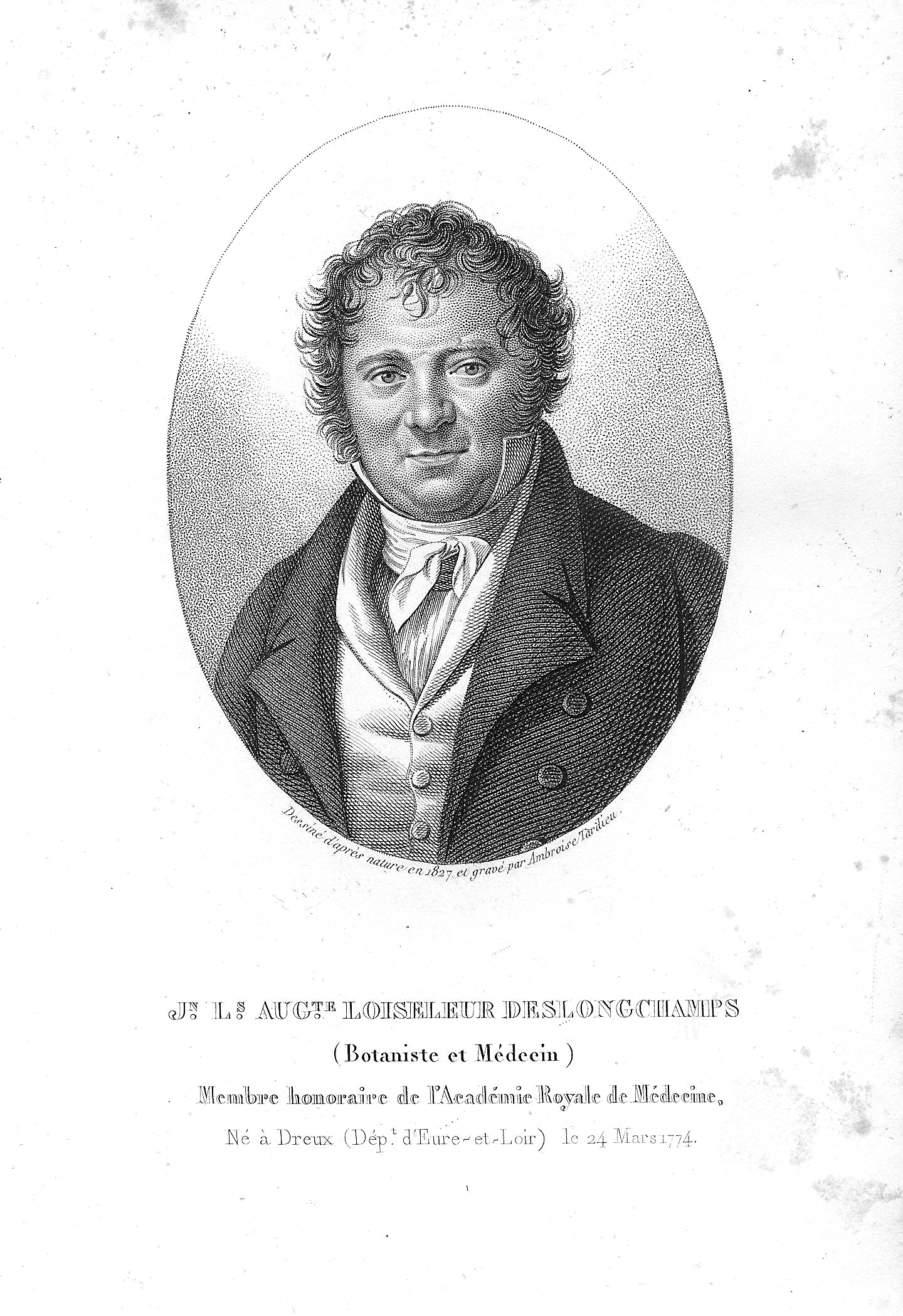
Loiseleur-Deslongchamps (1827)

Jean-Louis-Auguste Loiseleur-Deslongchamps (* 24. März 1774 in Dreux; † 8. Mai 1849 in Paris) war ein französischer Arzt und Botaniker. Sein offizielles botanisches Autorenkürzel lautet „Loisel.“

## Leben
Loiseleur-Deslongchamps wurde 1805 in Paris in Medizin promoviert mit der Dissertation Recherches sur l’ancienneté des purgatifs et sur les purgatifs indigènes. Er praktizierte Phytotherapie.
Er gab eine Gesamtübersichten über die Flora Frankreichs (Flora Gallica) und Bildbände von Kulturpflanzen heraus. 1823 wurde er Mitglied der Académie nationale de Médecine und 1834 Ritter der Ehrenlegion.

## Ehrungen
Nach ihm ist die Pflanzengattung Loiseleuria Desv. aus der Familie der Heidekrautgewächse (Ericaceae) und Longchampia Willd. aus der Familie der Korbblütler (Asteraceae) benannt.

## Schriften
- mit Jean Claude Michel Mordaunt De Launay (um 1750 bis 1816): Herbier général de l’amateur, contenant la description, l’histoire, les propriétés, et la culture des végétaux utiles et agréables. Avec figures peintes d’après nature par M. Bessa. 8 Bände, Audot, Paris 1810 ff., Neuauflage 1816 bis 1827 (mit 574 handkolorierten Tafeln nach Pancrace Bessa, aber auch mit Beiträgen der Illustratoren Pierre-Joseph Redouté und Pierre Antoine Poiteau; die Original-Vorlagen der Gravuren sind heute im Botanischen Garten in Rio de Janeiro)
- Recherches Historiques Botaniques et médicales Sur Les Narcisses Indigènes, pour servir à l’histoire des plantes de France. Auduin, 1810
- Flora Gallica, seu Enumeratio plantarum in Gallia sponte nascentium. 2 Bände, C. Thuau für J. B. Baillière, Paris 1806, 1807; 2. Auflage, Brüssel 1828
- Nouveau voyage dans l’empire de Flore, ou Principes élémentaires de botanique. Méquignon, Paris 1817.
- Manuel des plantes usuelles indigènes, ou histoire abrégée des plantes de France, distribuées d’après une nouvelle méthode: contenant leurs propriétés et leurs usages en médecine, dans la pharmacie et dans l’économie domestique, suivi de Recherches et observations sur l’emploi de plusieurs espèces qui, dans la pratique de la médecine, peuvent remplacer un certain nombre de substances exotiques. 2 Bände, Méquignon aîné, père, Paris 1819
- mit Christiaan Hendrik Persoon, Benjamin Gaillon, Jean Baptiste Boisduval, Louis Alphonse de Brébisson: Flore générale de France, ou Iconographie, description et histoire de toutes les plantes phanérogames, cryptogames et agames qui croissent dans ce royaume, disposées suivant les familles naturelles. Ferra jeune, Paris 1828–1829
- Rapport sur la culture du mûrier et les éducations de vers à soie, dans les environs de Paris. 1836
- Considérations sur les céréales, et principalement sur les froments. Libraire de Madame V. Bouchard-Huzard, Paris 1842–1843, Archive
- La rose: son histoire, sa culture, sa poésie. Audot, Paris 1844, Archive

Er gab 1812, 1815 und 1819 die Bände 5, 6 und 7 des Traité des arbres ou Nouveau Duhamel von Henri Louis Duhamel du Monceau mit Illustrationen von Pierre-Joseph Redouté heraus. Außerdem war er Mitherausgeber der Zeitschrift Le Bon Jardinier.